# Asunción Mita
Asunción Mita («Asunción»: en honor a su santa patrona, la Virgen de la Asunción; «Mita»: del náhuatl Miktlan, significa «donde hay muertos») es un municipio del departamento de Jutiapa, en la República de Guatemala. De acuerdo con el censo oficial de 2018, tiene una población de 53.141 habitantes en 2022.
Antes de la llegada de los españoles, fue habitado por los Pipiles, quienes tenían como vecinos a los Poqomames en el actual municipio de Santa Catarina Mita y parte de El Salvador, a los Chꞌortiꞌes en la zona de Chiquimula y a los Xinkas en el área de Santa Rosa. Fue capital del denominado «Reino de Mita».
Durante la época colonial era cabecera del Cacicazgo de Mitlán a finales del siglo XVII. La localidad decayó cuando le fue prohibido producir añil, pues su explotación fue adjudicada al vecino territorio de San Salvador. 
Luego de la Independencia de Centroamérica en 1821, el 11 de octubre de 1825 se establecieron los circuitos para la administración de justicia por medio de juicios de jurados y Asunción Mita —llamada entonces simplemente «Asunción»— era parte del Circuito de Mita en el Distrito N.º 3 del mismo nombre en el departamento de Chiquimula.
Cuando el gobierno del presidente capitán general Rafael Carrera fundó la República de Guatemala el 21 de marzo de 1847 la región de Mita fue segregada de Chiquimula, convertida en departamento y dividida en tres distritos: Jutiapa, Santa Rosa y Jalapa.  Eventualmente estos distritos fueron convertidos en departamentos.
El poblado de Asunción Mita fue elevado a la categoría de Villa el 11 de febrero de 1915 y el 24 de abril de 1931, Asunción Mita fue declarado «Monumento Nacional Precolombino».

## Toponimia
Muchos de los nombres de los municipios y poblados de Guatemala constan de dos partes: el nombre del santo católico que se venera el día en que fueron fundados y una descripción con raíz náhuatl; esto se debe a que las tropas que invadieron la región en la década de 1520 al mando de Pedro de Alvarado estaban compuestas por soldados españoles y por indígenas tlaxcaltecas y cholultecas.
En el caso de Asunción Mita, recibió su nombre por la Virgen de la Asunción y, de acuerdo a Antonio Peñafiel, el topónimo «Mita» proviene del vocablo náhuatl «Miktlan»; este vocablo se forma de las raíces «mikki» (español: «muerto») y «-tlan» (español: «abundancia»), por lo que significaría «Lugar de la muerte» o «Donde hay muertos». Su jeroglífico representa a la tierra y a tres fémures.

## División política
El municipio tiene una ciudad, que es Asunción Mita, treinta y seis aldeas y setenta y un caseríos; la cabecera municipal tiene el caserío Shumita.
| Aldea                 | Caseríos |
| --------------------- | --- |
| Sitio de Las Flores   | El Guayabo, Agua Fría, El Rodeo, Hondurita, Paso de Herrera, Nuevo Pajonal |
| San Joaquín           | San Juan La Isla, Cerro de Flores, La Canteada |
| Asunción Grande       | Loma de Grijalva, Lomas de Chavarría, Loma de Grijalva, Lagunilla |
| Estanzuela            | Amatillo, Ayucinapa, Crucitas, Los Navas |
| Tiucal Arriba         | Loma de Enmedio, Majada Vieja, Loma Pache, Casa Vieja |
| Santa Elena           | Quebracho |
| Quebrada Honda        | Jícaro, El Roble |
| Trapiche Abajo        | Los Barahonas, El Trapichito |
| El Sauce,             | San Benito, Buena Vista |
| San Matías            | El Palmar |
| El Cerrón             | Potrerillos, Tancushapa |
| Los Amates            | La Reforma Los Achiotes |
| Valle Nuevo           | Jicaral, Paraíso, Las Marías, El Coco |
| Las Pozas             | Aguas Finas, El Coyol |
| San Rafael El Rosario | Rosarito |
| San José Las Flores   | Ujuxte, Cerrito, San Juan El Aguacate |
| Tamarindo             | San Francisco, El Llano, Los Llanitos, Ceibita, Guayabo, Níspero, Cerro Liso, Umaña, Los Cocos |
| El Tule               | Honduritas, Capulín, Herrera |
| Trapiche Vargas       | El Marial, Las Cruces, El Platanar, Estación Mita, Santa Lucía, El Mora, El Salitre |
| Guevara               | Asuncioncita, Chavarría, Linares |
| Girones               | González |
| Anguiatú              | El Mangal |
| Aldeas sin caseríos   | - Aldea San Miguelito - Aldea San Juan Las Minas - Aldea Tiucal Abajo - Aldea Cerro Blanco - Aldea El Pito - Aldea El Ciprés - Aldea San Rafael Cerro Blanco - Aldea Tablón San Bartolo - Aldea El Izote - Aldea Santa Cruz - Aldea San Jerónimo - Aldea Cola de Pava - Aldea Las Animas - Aldea Loma Larga |

## Geografía física
El municipio cubre un área de 476 km² y tiene una altitud de 504 m s. n. m.; el clima es caluroso y subtropical. Posee una distancia de 146 km de la Ciudad de Guatemala, de la cabecera departamental de Jutiapa 30 km; de la Frontera de San Cristóbal, con la República de El Salvador 21 km.

### Clima
La cabecera municipal de Asunción Mita tiene clima tropical (Clasificación de Köppen: Aw).
| Parámetros climáticos promedio de Asunción Mita | Parámetros climáticos promedio de Asunción Mita | Parámetros climáticos promedio de Asunción Mita | Parámetros climáticos promedio de Asunción Mita | Parámetros climáticos promedio de Asunción Mita | Parámetros climáticos promedio de Asunción Mita | Parámetros climáticos promedio de Asunción Mita | Parámetros climáticos promedio de Asunción Mita | Parámetros climáticos promedio de Asunción Mita | Parámetros climáticos promedio de Asunción Mita | Parámetros climáticos promedio de Asunción Mita | Parámetros climáticos promedio de Asunción Mita | Parámetros climáticos promedio de Asunción Mita | Parámetros climáticos promedio de Asunción Mita |
| Mes                                             | Ene.                                            | Feb.                                            | Mar.                                            | Abr.                                            | May.                                            | Jun.                                            | Jul.                                            | Ago.                                            | Sep.                                            | Oct.                                            | Nov.                                            | Dic.                                            | Anual                                           |
| ----------------------------------------------- | ----------------------------------------------- | ----------------------------------------------- | ----------------------------------------------- | ----------------------------------------------- | ----------------------------------------------- | ----------------------------------------------- | ----------------------------------------------- | ----------------------------------------------- | ----------------------------------------------- | ----------------------------------------------- | ----------------------------------------------- | ----------------------------------------------- | ----------------------------------------------- |
| Temp. máx. media (°C)                           | 30.5                                            | 31.4                                            | 32.8                                            | 33.5                                            | 32.5                                            | 30.6                                            | 31.4                                            | 31.4                                            | 30.0                                            | 30.0                                            | 29.9                                            | 29.9                                            | 31.2                                            |
| Temp. media (°C)                                | 24.2                                            | 25.0                                            | 26.3                                            | 27.2                                            | 26.8                                            | 25.6                                            | 26.0                                            | 25.9                                            | 24.9                                            | 24.8                                            | 24.5                                            | 24.1                                            | 25.4                                            |
| Temp. mín. media (°C)                           | 18.0                                            | 18.7                                            | 19.9                                            | 21.0                                            | 21.2                                            | 20.6                                            | 20.7                                            | 20.4                                            | 19.9                                            | 19.7                                            | 19.1                                            | 18.4                                            | 19.8                                            |
| Precipitación total (mm)                        | 0                                               | 1                                               | 3                                               | 31                                              | 129                                             | 257                                             | 189                                             | 183                                             | 232                                             | 118                                             | 20                                              | 4                                               | 1167                                            |
| Fuente: Climate-Data.org                        |                                                 |                                                 |                                                 |                                                 |                                                 |                                                 |                                                 |                                                 |                                                 |                                                 |                                                 |                                                 |                                                 |

### Ubicación geográfica
Está rodeada de municipios del departamento de Jutiapa y colinda con la República de El Salvador:
|                                                                       | Norte: Santa Catarina Mita y Agua Blanca, municipios del departamento de Jutiapa                |                                                                                   |
| Oeste: Jutiapa y Yupiltepeque, municipios del departamento de Jutiapa |                                                                                                 | Este: Agua Blanca, municipio del departamento de Jutiapa República de El Salvador |
|                                                                       | Sur: Atescatempa, Yupiltepeque, municipios del departamento de Jutiapa República de El Salvador |                                                                                   |

## Gobierno Local
Los municipios se encuentran regulados en diversas leyes de la República, que establecen su forma de organización, lo relativo a la conformación de sus órganos administrativos y los tributos destinados para los mismos.  Aunque se trata de entidades autónomas, se encuentran sujetos a la legislación nacional y las principales leyes que los rigen desde 1985 son:
| N.º | Ley                                                | Descripción |
| --- | -------------------------------------------------- | --- |
| 1   | Constitución Política de la República de Guatemala | Tiene una regulación legal específica para los municipios en los artículos 253 al 262. |
| 2   | Ley Electoral y de Partidos Políticos              | Ley de carácter constitucional aplicable a los municipios en el tema de la conformación de sus autoridades electas. |
| 3   | Código Municipal                                   | Decreto 12-2002 del Congreso de la República de Guatemala. Tiene la categoría de ley ordinaria y contiene preceptos generales aplicables a todos los municipios, e inclusive contiene legislación referente a la creación de los municipios.             |
| 4   | Ley de Servicio Municipal                          | Decreto 1-87 del Congreso de la República de Guatemala. Regula las relaciones entra la municipalidad y los servidores públicos en materia laboral. Tiene su base constitucional en el artículo 262 de la constitución que ordena la emisión de la misma. |
| 5   | Ley General de Descentralización                   | Decreto 14-2002 del Congreso de la República de Guatemala. Regula el deber constitucional del Estado, y por ende del municipio, de promover y aplicar la descentralización y desconcentración económica y administrativa.                                |

El gobierno de los municipios está a cargo de un Concejo Municipal mientras que el código municipal —ley ordinaria que contiene disposiciones que se aplican a todos los municipios— establece que «el concejo municipal es el órgano colegiado superior de deliberación y de decisión de los asuntos municipales […] y tiene su sede en la circunscripción de la cabecera municipal»; el artículo 33 del mencionado código establece que «[le] corresponde con exclusividad al concejo municipal el ejercicio del gobierno del municipio».
El concejo municipal se integra con el alcalde, los síndicos y concejales, electos directamente por sufragio universal y secreto para un período de cuatro años, pudiendo ser reelectos.
Existen también las Alcaldías Auxiliares, los Comités Comunitarios de Desarrollo (COCODE), el Comité Municipal del Desarrollo (COMUDE), las asociaciones culturales y las comisiones de trabajo. Los alcaldes auxiliares son elegidos por las comunidades de acuerdo a sus principios y tradiciones, y se reúnen con el alcalde municipal el primer domingo de cada mes, mientras que los Comités Comunitarios de Desarrollo y el Comité Municipal de Desarrollo organizan y facilitan la participación de las comunidades priorizando necesidades y problemas.

## Historia

### Época precolombina
De acuerdo a una fuente, esta población, antes de la llegada de los españoles, fue habitado por los Pipiles, quienes tenían como vecinos a los Poqomames en el actual municipio de Santa Catarina Mita y parte de El Salvador, a los Ch’orti’es en la zona de Chiquimula y a los Xinka´s en el área de Santa Rosa.
La llegada de los pipiles al territorio es aún motivo de controversia. Según algunos autores, invadieron la región en el Posclásico Temprano, entre 900 y 1200, y se asentaron en los alrededores del lago de Güija. Según otros investigadores, se trata de una serie de migraciones realizadas en el mismo período. En las investigaciones realizadas alrededor del lago, se encontraron efigies de Tlaloc, Xipe, Totec y Mictlantecuhtli, considerados divinidades pipiles, aunque la arquitectura regional demuestra influencia maya.
La relevancia de Mita está constatada por la presencia de un templo, llamado Mictlán, destino de numerosas peregrinaciones. Este santuario contaba con un sacerdocio altamente especializado. Los pipiles de Mita tenían un dios para la pesca y la caza, el cual posiblemente era Mixcóatl. Asimismo realizaban dos tipos de ritos de sacrificio, uno con víctimas domésticas y otro con prisioneros de guerra. El primero consistía en dar muerte a un niño de 6 a 12 años de edad ante un grupo selecto de personas invitadas a presenciar el hecho, especialmente gobernantes y señores principales. Se realizaba el sacrificio al inicio de la época de verano y otro al principio de invierno, marcando seguramente el cambio de estaciones
El segundo tipo de sacrificio era de carácter público y la muerte de los sacrificados se acompañaba con danzas que duraban de 5 a 15 días.  Según historiadores luego de la conquista, este lugar estaba conformado por quince cofradías, 1,625 feligreses y treinta y cinco haciendas.

### Época colonial
Fue capital del denominado «Reino de Mita». Por su parte, Francisco Antonio de Fuentes y Guzmán señaló que era cabecera del Cacicazgo de Mitlán a finales del xvii. La localidad decayó cuando le fue prohibido producir añil, pues su explotación fue adjudicada al vecino territorio de San Salvador. 

### Tras la Independencia de Centroamérica
Tras la Independencia de Centroamérica en 1821, la constitución del Estado de Guatemala promulgada el 11 de octubre de 1825 estableció los circuitos para la administración de justicia en el territorio del Estado y menciona que Asunción Mita —llamada entonces simplemente «Asunción»— era parte del Circuito de Mita en el Distrito N.º 3 del mismo nombre en el departamento de Chiquimula, junto con Santa Catarina, Achuapa, Agua Blanca, Quequesque, San Antonio, Anguiatú, Las Cañas, Limones, Mongoy, Espinal, Hermita, Jutiapa, Chingo, Atescatempa, Yupiltepeque, Zapotitlán, Papaturro y San Diego.
Por Decreto Gubernativo de fecha 27 de agosto de 1836, fue creado el municipio.

### Creación del departamento de Jutiapa
La República de Guatemala fue fundada por el gobierno del presidente capitán general Rafael Carrera el 21 de marzo de 1847 para que el hasta entonces Estado de Guatemala pudiera realizar intercambios comerciales libremente con naciones extranjeras.  El 25 de febrero de 1848 la región de Mita fue segregada de Chiquimula, convertida en departamento y dividida en tres distritos: Jutiapa, Santa Rosa y Jalapa.  Específicamente, el distrito de Jutiapa incluyó a Jutiapa como cabecera, Yupiltepeque, Asunción y Santa Catarina Mita y los valles aledaños que eran Suchitán, San Antonio, Achuapa, Atescatempa, Zapotitlán, Contepeque, Chingo, Quequesque, Limones y Tempisque;  además, incluía a Comapa, Jalpatagua, Asulco, Conguaco y Moyuta.
El poblado de Asunción Mita fue elevado a la categoría de Villa el 11 de febrero de 1915. El acuerdo gubernativo del 19 de septiembre de 1921 se refiere a fondos para extraer piezas arqueológicas de la localidad; y el 24 de abril de 1931, Asunción Mita fue declarado «Monumento Nacional Precolombino».

## Costumbres y tradiciones
Sus tradiciones son netamente cristianas, conmemorando la pasión, muerte y resurrección de Jesucristo, celebradas durante la Semana Santa  También se conmemora el día de los santos y los difuntos, los días 1 y 2 de noviembre; la feria en honor a la Virgen de la Asunción del 9 al 15 de agosto y la feria en honor a la Virgen de Concepción del 6 al 12 de diciembre; en esta última, cientos de personas de diferentes regiones asisten a las actividades sociales, culturales y religiosas del municipio. Durante estas fechas se realiza el desfile hípico y de carrozas en representación a las reinas de belleza de la localidad, así mismo por la noche el pueblo miteco asiste al tradicional jaripeo.

costumbres: se tratan de ser más agradables tanto como ellos a su sociedad,ellos hacen lo que tiene habitual no se determina que toda la población lo haga solo es derivado a cada familia tal como ir al parque los sábados, comer quesadilla los fines de semana,ir a visitar a sus familias a aldeas cercanas, salir a hacer compras, tal como la costumbre de tener una manera de hablar no tan correcta, la costumbre de hacer tamales para ocasiones, vela r el fallecimiento de una persona durante la noche y dar café con pan a los dolientes y acompañantes,en asunción mita reina la costumbre de sacar puestesillos para vender cualquier cosita para ganar su dinerito extra, ir a ver los partidos los días que juega el equipo de mictlan.

## Turismo
Posee atractivos naturales como el río Ostúa, el Balneario Atatúpa, el Balneario La Poza de la Lechuza, paseo de Mongoyito, río Mongoy, las cuevas San Juan Las Minas, parte de la laguna de Atescatempa y también tiene jurisdicción sobre el lago de Güija.

## Personajes distinguidos

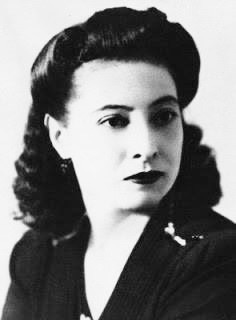
Profesora María Chinchilla Recinos en 1940. Su muerte durante la manifestación del 25 de junio de 1944 precipitó la renuncia del presidente Jorge Ubico Castañeda.

- María Chinchilla Recinos: Nació el 2 de septiembre de 1909 en la aldea Las Ánimas y fue maestra que fue asesinada el 25 de junio de 1944 en la Ciudad de Guatemala, mientras participaba en una marcha de protesta en contra del gobierno de Jorge Ubico. La fecha de su muerte fue seleccionada para que anualmente se honre la labor desempeñada por el magisterio guatemalteco.
- Ilma Julieta Urrutia Chang: Nació en el año 1962 y participó de manera triunfadora en concursos de belleza nacionales e internacionales. En 1984 compitió por el título de Miss Universo en Miami, Florida, donde estuvo entre las diez finalistas; luego en el mismo año participó en Yokohama, Japón obteniendo el título de Miss Internacional.
- Francisco Javier Salguero: Alcalde Municipal de Asunción Mita, Jutiapa. Lucho por los derechos del municipio y es considerado como uno de los hijos predilectos más emblemáticos de lo que hoy se considera como la Ciudad de Asunción Mita desde 2015.